# Sách học đề cương
Sách học đề cương là một thư tịch cổ có nguồn gốc từ Việt Nam. Tác giả của tác phẩm này là Chúc Nghiêu và Nguyễn Trù. Sách xuất bản năm Vĩnh Thịnh thứ 9 1713 gồm 90 trang được khắc in.

Sách được ghi trong thư mục cổ của Phan Huy Chú như sau: 
Sách học đề cương (chú) 10 quyển. 
Bài bạt của Nguyễn Trù nói như sau: 
Sách này của Chúc Nghiêu tiên sinh là chính tông của môn sách học, lưu hành khắp nơi đã lâu năm. Hiềm vi sách thì có mà chú thích thì còn thiếu, tôi không tự lượng kiến thức hẹp hòi, kính đem những điều được biết chép ra để cho người mới học được tiện tra cứu. 
Như vậy sách này phần chính văn là nguyên văn trong sách của Chúc Nghiêu mà Nguyễn Trù giới thiệu là “chính tông của môn sách học”. Tác phẩm của Nguyễn Trù chính là tất cả chú thích mà Phan Huy Chú đánh giá là “chú thích rất kỹ lưỡng, xác đáng”. Mục đích cuốn sách là in ra để cho cử tử học tập cách thức làm các bài sách luận theo các chủ đề thường nêu lên trong đề thi của các kho thi Hội. Các bài sách luận do Chúc Nghiêu soạn độ dài vào khoảng 4-500 chữ theo các chủ đề chính như sau:
Quyển 1: Quân tâm, Nhân đức, Cương minh, Cần đức, Kiệm đức, Thường đức, Dung đức, Quân đạo, Thông minh, Thánh học, Kính thiên, Pháp tổ, Giáo thái tử, Lự vi, Trì cửu, Biến canh, cẩn thủy, Tích thực, Hư danh.
Quyển 2: Chính thống, trị đạo, Pháp độ, Chiếu lệnh, Dụng nhân, Thưởng phạt.
Quyển 3: Lễ nhạc, Tế tự, Dịch pháp, Nho thuật, Khảo quan, Khoa cử.
Quyển 4: Tài dụng, Tiết tái, Điền chế, Phú thuế.
Quyển 5: Quan chế, Tể tướng, Tiến cử.
Quyển 6: Phong tục, Hình thế, Dị đoan, Nghĩa lợi, Văn chương.
Quyển 7: Nhân tài, Lịch đại nhân tài, Thần đạo
Quyển 8: Thiên văn, địa lý, âm dương
Quyển 9: Lục kinh, Chư sử, Lịch pháp
Quyển 10: Đồn điền, Tướng suý, Binh chế, Binh pháp.
Các chú thích của Nguyễn Trù không tách ra phần riêng mà vẫn theo cách thông thường: bám sát nguyên văn, gặp chữ (từ) khó, điển lạ có thể người mới học chưa biết thì chú giải dùng chữ nhỏ chua ngay dòng lưỡng cước bên cạnh để giải thích. Chẳng hạn: ở nguyên văn có từ: cạnh nghiệp 競業thì ở sát dưới chú đó là chữ trong Kinh thư, thiên Cao Dao mô...Hoặc ở bài Nhân đức có dùng từ Thổ thư 土苴 thì dưới chú là chữ trong sách Trang Tử...Những chú thích như vậy rất cần thiết để người đọc dễ lĩnh hội ý nghĩa và phương pháp của bài sách luận.